# Dilophus splendens
Dilophus splendens är en tvåvingeart som först beskrevs av Hardy 1951.  Dilophus splendens ingår i släktet Dilophus och familjen hårmyggor. Inga underarter finns listade i Catalogue of Life.